# فرنسيس أوليفر
فرنسيس أوليفر (بالإنجليزية: Francis Oliver)‏ هو عسكري أمريكي، ولد في 1832 في بالتيمور في الولايات المتحدة، وتوفي في 28 يوليو 1880 في لويستون في الولايات المتحدة.